# Michaelskirche (Fechheim)

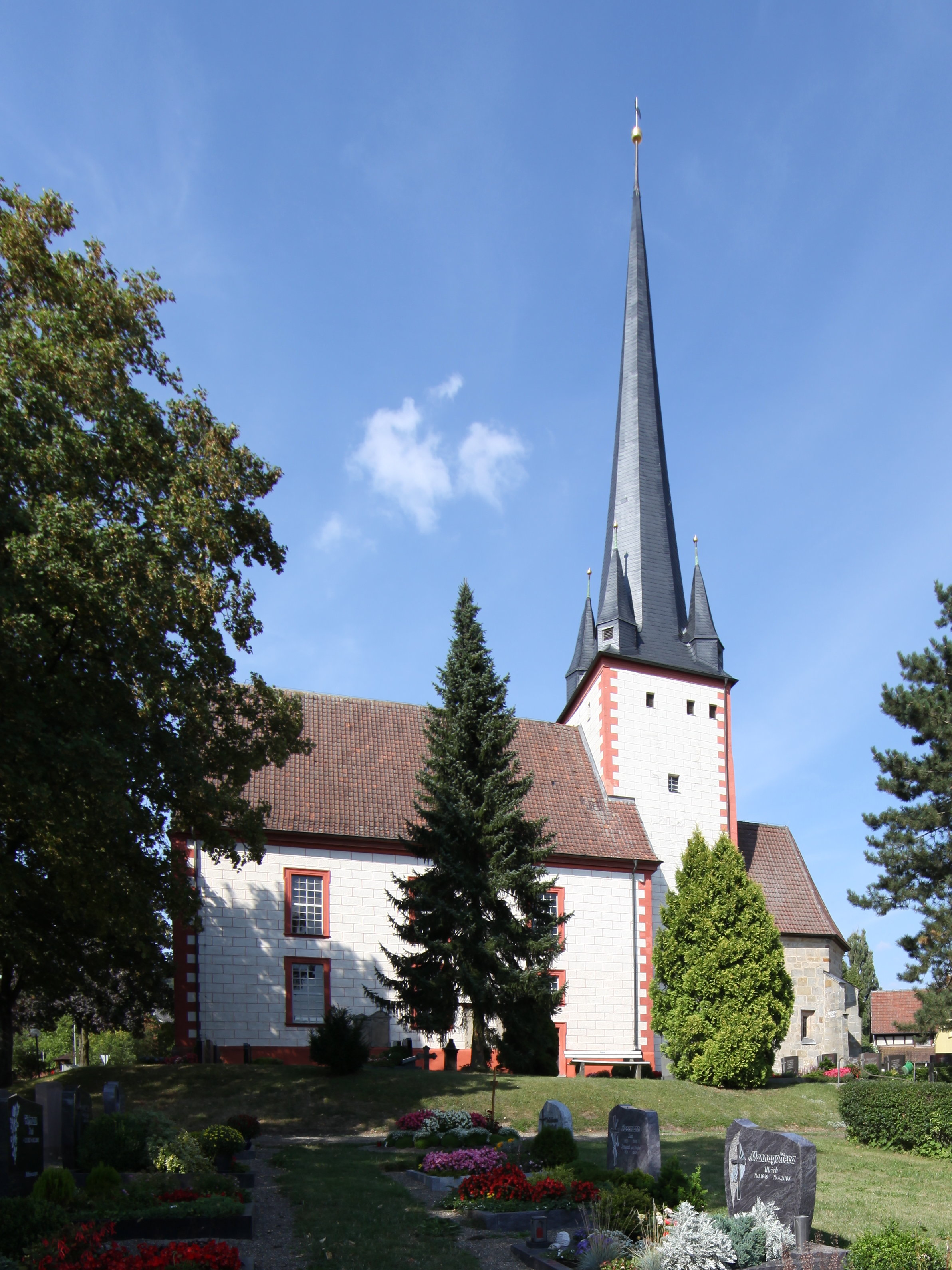
Michaelskirche

Die evangelisch-lutherische Michaelskirche steht im oberfränkischen Ort Fechheim im Landkreis Coburg.

## Kirchgemeinde
Die Pfarrgemeinde Fechheim entstand im 9. Jahrhundert. Sie war neben der Pfarrei Meeder die zweite Urgemeinde im Coburger Land. Das Gebiet der Großpfarrei umfasste den Raum zwischen Seidmannsdorf im Westen und Mupperg im Osten, Ebersdorf bei Coburg im Süden und Sonneberg im Norden. Die erste Kirche, ursprünglich eine Eigenkirche des Würzburger Bischofs, war dem Frankenapostel Kilian geweiht. Vermutlich im Jahr 1002 bei der Gründung des Stifts Haug zu Würzburg ging die Kirche an das Stift über. 1309 wurde sie dem Kloster Langheim zugeschlagen. Die Grenzen der Großpfarrei und des Fechheimer Centgerichtes waren damals identisch.
Die erste protestantische kursächsische Kirchenvisitation fand 1528/1529 statt. Zum Pfarrspiel gehörten damals 25 Filialgemeinden. Bis dahin waren aus den Filialgemeinden wohl sieben neue Pfarreien (Seidmannsdorf, Mupperg, Gestungshausen, Ebersdorf, Großgarnstadt, Neustadt an der Haide und Sonneberg) entstanden, zwei weitere folgten (Einberg, Hofstädten). Der amtierende Pfarrer wurde nach der ersten Visitation in den Ruhestand versetzt und ein evangelischer Pfarrer eingesetzt. Bei der vierten Visitation 1554 waren noch 14 Dörfer in das Kirchspiel Fechheim eingepfarrt. Dies sind bis heute neben Fechheim die Orte Aicha, Bieberbach, Birkig, Blumenrod, Boderndorf, Horb, Kemmaten, Mittelwasungen, Oberwasungen, Plesten, Unterwasungen und Wellmersdorf. Wörlsdorf wurde 1950 nach Hassenberg umgepfarrt, während Fürth am Berg, früher zur Pfarrei Mupperg gehörend, infolge der Innerdeutschen Grenze 1948 zu Fechheim kam. In den 14 Orten lebten 2012 insgesamt etwa 1500 Einwohner.
Das Pfarrhaus aus dem Jahr 1635 wurde 1935 durch einen Neubau ersetzt. Das benachbarte Hofbauernanwesen wurde 1988 von der Gemeinde erworben und bis 1991 zum Kirchengemeindezentrum umgebaut.

## Kirche

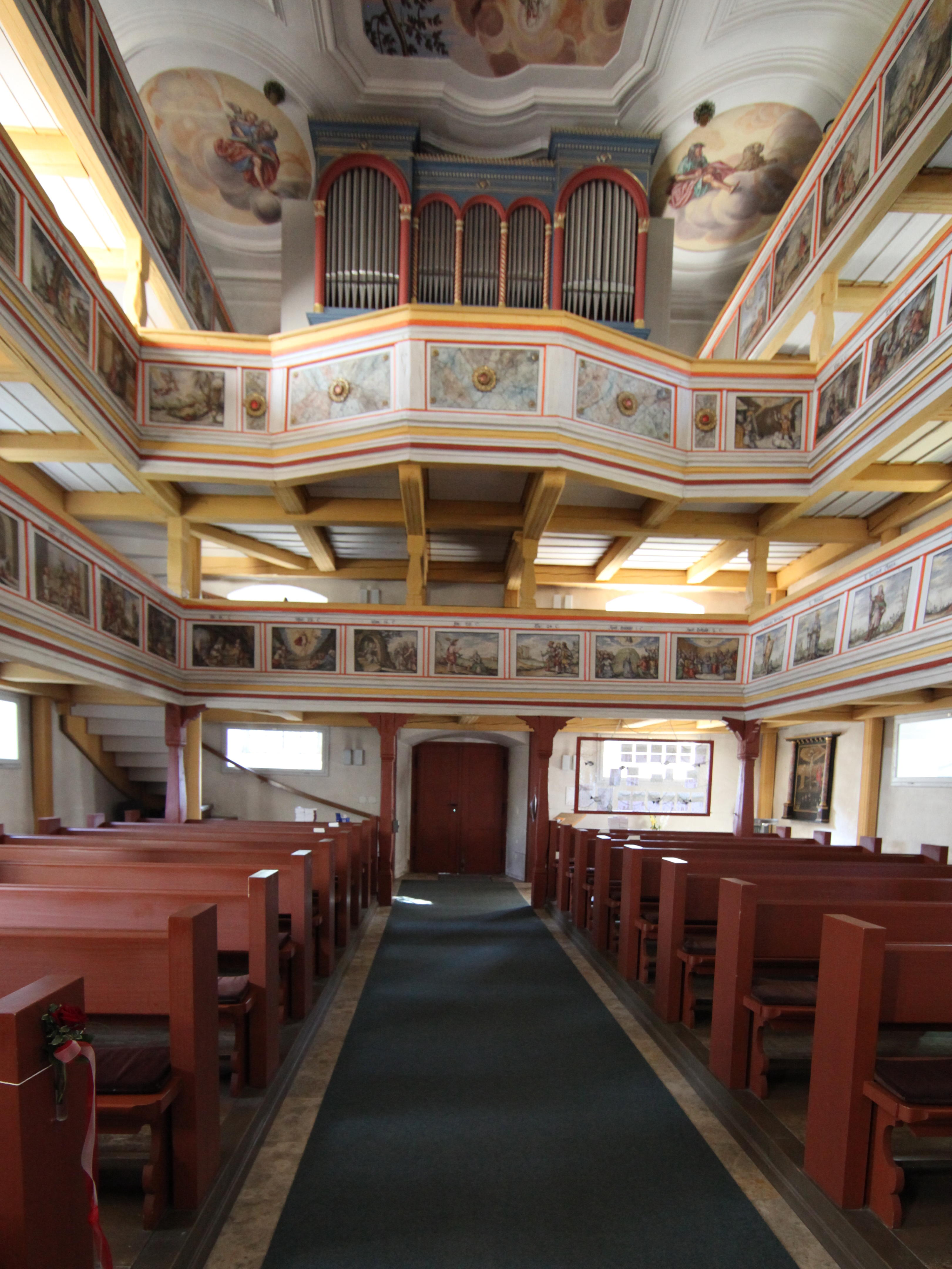
Westseite mit Orgel

Der spätgotische Chorraum östlich von Turm und Altarraum entstand gegen Ende des 15. Jahrhunderts an Stelle einer halbrunden romanischen Apsis im unregelmäßigen Grundriss eines halben Achtecks und ist mit drei unterschiedlich großen Fenstern ausgestattet, davon zwei Spitzbogenfenster mit Maßwerk. Das baufällige Kreuzgewölbe über dem Chorraum wurde 1874 durch eine flache Holzdecke ersetzt. Wandmalereien, ein Kreuzigungsbild aus der Spätgotik um 1500 und ein Auferstehungsbild aus der Frühzeit der Renaissance (1576) schmücken den Chorraum.
Das 1702 bis 1704 nach Plänen des Coburger Ratszimmermeisters Hans Friedrich Weinlein errichtete Kirchenschiff ist ein rechteckiger Saalbau mit je drei geteilten Fenstern und dreigeschossigen Emporen auf der Nord- und Südseite sowie zwei rechteckigen und darüber ovalen Fenstern, der Haupttür und einer zweigeschossigen Empore auf der Westseite.
87 von dem Coburger Kunstmaler Johann Schnabel 1704 bemalte Brüstungsfelder der Emporen stellen Szenen aus dem Alten und dem Neuen Testament dar. Das Fresko an der hölzernen Flachdecke mit Szenen aus der Offenbarung, Bildern der vier Evangelisten und im mittleren Medaillon einer Darstellung des Erzengels Michael schuf der Coburger Hofmaler Johann Schuster. Es wurde erst nach seinem Tod 1730 fertiggestellt. Das barocke Dekor der Decke ist ein Werk des Stuckateurs Jakob Peintner. Der Anbau der Sakristei und des Treppenturms erfolgten 1704.
Nach Abschluss der Bauarbeiten wurde am 29. September 1704 das Gotteshaus, das bis dahin St.-Kilians-Kirche hieß, in St.-Michaels-Kirche umbenannt. Zur ländlich barocken Innenausstattung der Kirche gehören unter anderem ein reich geschnitzter und bemalter Epistelstuhl und eine Kanzel, die Bilder der Evangelisten trägt. Der Taufstein mit der Form eines schweren Kelches stammt aus dem späten 18. Jahrhundert. Im Chorraum steht eine Stollentruhe mit fünf schmiedeeisernen Schlössern, die ins 15. Jahrhundert datiert wird. Neben der Kanzel hängt eine dreiteilige Kilianstafel, die 1480 gemalt wurde.
Die erste Orgel errichtete der Falkensteiner Orgelbauer Tobias Dressel 1677. Im Jahr 1704 wurde das Instrument versetzt. Die vom Orgelbauer Friedrich Wilhelm Holland aus Schmiedefeld stammende Orgel wurde am 26. Juli 1874 eingeweiht. Sie war mit Hauptwerk, Oberwerk und Pedal sowie 18 Registern und mit einem neuromanischen, fünfteiligen Prospekt ausgestattet. 1956 erhielt sie ein elektrisches Gebläse. 2011 erfolgte eine Restaurierung der Orgel, die 1242 Pfeifen hat. Dabei wurde die Grundstimmung des Originals wiederhergestellt.
Größere Instandsetzungs- und Sanierungsarbeiten wurden in den Jahren 1872 mit der Sanierung des Chorraumes, 1911 mit lokalen Fundamentverstärkungen, 1947 bis 1953 mit einer Renovierung des Innenraums, 1977 bis 1979 mit einer Stabilisierung des Kirchengebäudes und in den 1990er Jahren mit einer Sanierung der Grundmauern des Kirchenschiffes durchgeführt. Nachdem Teile der Stuckdecke mit Deckenfreskos heruntergefallen waren, wurde die Michaelskirche im September 2013 gesperrt. Die Sanierung des Gotteshauses sollte bis 2018 dauern und etwa 1,4 Millionen Euro kosten. Nach Ermittlung der Ursachen und Festlegung des Sanierungskonzeptes begann 2019 die Restaurierung. Diese umfasste die Instandsetzung von Fundamenten und des Dachstuhls sowie die Renovierung des Innenraums und 2022 die Wiederherstellung von Stuckdecke und Fresko. Am 2. April 2023 folgte die Wiedereinweihung.

## Turm
Wahrzeichen Fechheims ist der 48 Meter hohe Kirchturm, der zu Beginn des 13. Jahrhunderts errichtet wurde. Doppelfenster mit Rundbogen und Rundbogenfriese sind als romanische Elemente vorhanden. Der Turm war wohl Teil einer Wehrkirche. Im Turmerdgeschoss gab es wahrscheinlich ursprünglich eine Taufkapelle. Eine Aufstockung um ein viertes Geschoss erfolgte Ende des 15. Jahrhunderts. Die Turmspitze mit den vier Scharwachttürmchen wurde 1601 aufgesetzt.
Im Kirchturm hängen seit 1951 drei verschieden große Euphonglocken, die in der Glockengießerei Carl Czudnochowsky gegossen wurden. Eine kleine, gespendete Glocke folgte 1966. Der eiserne Glockenstuhl und die elektrische Läutung stammen aus demselben Jahr.